# Seznam desantov druge svetovne vojne
Seznam desantov druge svetovne vojne.

## Seznam

### Zavezniki
- Operacija Krepak (Operation Husky; invanzija na Sicilijo)
- Operacija Overlord (invazija na Normandijo)
- Operacija Market-Garden (zavzetje pomembnih mostov na Nizozemskem)

### Sile osi
- Operacija Konjičev skok (desant na Drvar)
- Operacija Hrast (rešitev Mussolinija iz ujetništva)
- Operacija Herkul (desant na Malto)
- Operacija Hanibal
- Operacija Živo srebro (desant na Kreto)